# نايف الطورة
نايف الطوره (3 نوفيمبر 1961-) صحفي وإعلامي أردني مقيم في الولايات المتحدة الأمريكية ولد في مدينة الشوبك جنوب العاصمة الأردنية عمان.

## حياته
عمل نائبا لرئيس تحرير جريدة «شيحان» الإسبوعية في منتصف ثمانينيات القرن الماضي، وأسّس صحيفة خاصة في الأردن تحت اسم «البلاد» لاقت رواجا كبيرا في حينه وأصبحت الإسبوعية الثانية في الأردن من حيث التوزيع وسعة الانتشار.
هاجر إلى الولايات المتحدة الأمريكية التي منحته وعائلته لجوءا سياسيا فيها في نهايات العام 1996 على إثر خلافات حادة مع رئيس الوزراء الأردني آنذاك عبد الكريم الكباريتي ومدير المخابرات الأردنية سميح البطيخي بسبب كتاباته أدت إلى اعتقاله لأكثر من شهرين ومن ثم تقديمه إلى محاكمة عسكرية قضت بتبرئته من التهم التي أُسندت إليه.
والى جانب مقالاته التي اتسمت بالحدة في نقد الحكومة والسياسات الاقتصادية في البلاد شارك الطورة في كتابة عدة أعمال مسرحية وتلفزيونية كان أشهرها فيلم تلفزيوني بعنوان «المواجهة» ومسرحية ساخرة بعنوان «انتخبوني أنا».
برز اسم نايف الطورة في عدة كتب هامة وفي أعمال تلفزيونية كبيرة مثل فيلم «هاوس أوف صدام» الذي أنتجته محطة «إنش بي أو» الأمريكية الشهيرة والتي تناولت فيه قصة الخلاف ما بين نايف الطورة ووزير الدفاع والتصنيع الحربي العراقي الراحل حسين كامل زوج السيدة رغد كريمة الرئيس العراقي السابق صدام، حينما دبَّ الخلاف بينهما ووصل إلى حد تهديد كامل بقتل الطورة على أثر مكالمة تلفونية بينهما تطورت إلى مشادة كلامية ومن ثم تهديد بالقتل، لجأ على أثره الطورة إلى المحكمة التي كان مثول كامل أمامها شبه مستحيلا الأمر الذي دعاه في نهاية المطاف إلى تفضيل العودة إلى العراق بما تحمله من مخاطر على الذهاب إلى محكمة أردنية ربما تقضي بسجنه بناء على تسجيلات صوتية قدمها الطورة في دفوعه.
عمل الطورة في الولايات المتحدة الأمريكية مديراً لمحطة تلفزيون المستقبل اللبنانية في الأمم المتحدة، ونال شهرة واسعة وأثار جدلاً كبيراً بفعل الفيديوهات التي أصدرها ولا زال عبر البث المباشر في الفيسبوك أو على قناته على اليوتيوب.